# Schloss Beberbeck

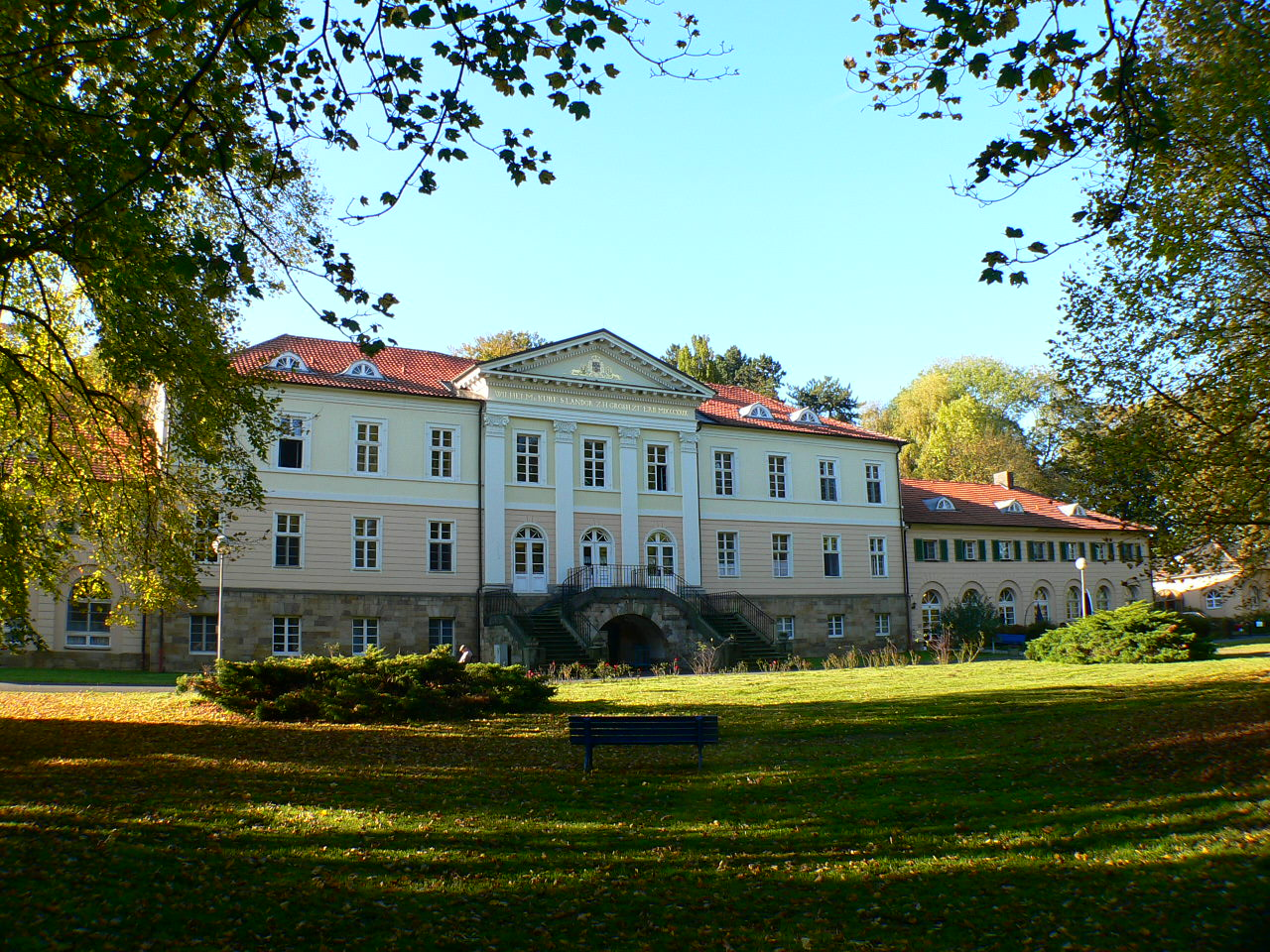
Schloss Beberbeck, Frontansicht

Das Schloss Beberbeck in Hofgeismar-Beberbeck im Landkreis Kassel in Hessen  wurde in der ersten Hälfte des 19. Jahrhunderts von Johann Conrad Bromeis als Jagdschloss für Kurfürst Wilhelm II. von Hessen-Kassel erbaut.

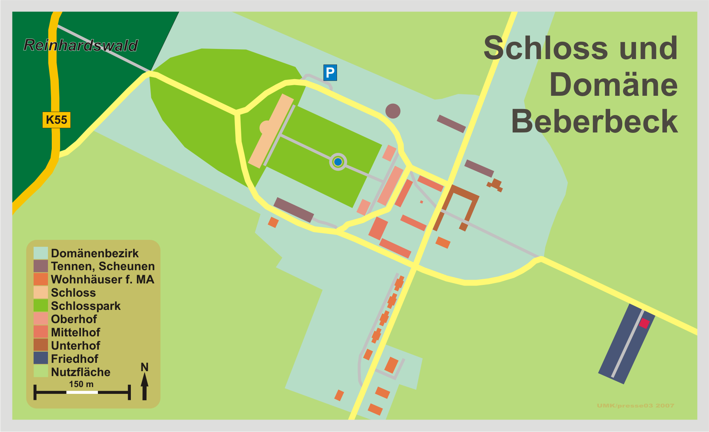
Plan von Schloss und Domäne Beberbeck

## Geografische Lage
Das Schloss liegt am westlichen Rand des Reinhardswalds an der Kreisstraße 55 zwischen Hofgeismar und Sababurg. Unmittelbar an Schloss und Schlosspark grenzt in südöstlicher Richtung die Hessische Staatsdomäne Beberbeck mit umfangreichen Wirtschaftsgebäuden und einer kleinen Landarbeitersiedlung.

## Geschichte
1823 ernannte Kurfürst Wilhelm II. die bereits seit 1490 in Beberbeck bestehende Pferdezucht zur „Musteranstalt für die Landespferdezucht“. 1827 erteilte er seinem Hofbaumeister Johann Conrad Bromeis den Auftrag zur Planung und Errichtung eines Jagdschlosses an diesem Standort. Der in Plänen auch Fürstenhaus genannte Bau wurde 1829 fertiggestellt. Gleichzeitig entstand bis 1831 durch Bromeis ein Ensemble von fünf weiteren Gebäuden für die Pferdezucht. Nach der Annexion des Kurfürstentums Hessen-Kassel durch Preußen 1866 bauten die neuen Herrscher das Gestüt weiter aus. Bereits 1870 zählte Beberbeck zu den fünf preußischen Hauptgestüten. Das Schloss wurde weiterhin zu Repräsentationszwecken und zur Unterbringung von Jagdgesellschaften genutzt.
1929 löste man die Landespferdezucht auf und wandelte das Gestüt in die noch heute bestehende Hessische Staatsdomäne um. Das Schloss wird seither als Altenpflegeheim genutzt. Träger der Einrichtung ist die „Evangelische Altenhilfe Gesundbrunnen“ in Hofgeismar.
Anfang des 21. Jahrhunderts sollte das Schloss Beberbeck Teil des geplanten Schloss-Beberbeck-Resorts werden. Maßgeblich an den Planungen beteiligt waren der damalige Bürgermeister Hofgeismars Henner Sattler und der Architekt Tom Krause. Über das Projekt, das Ende 2010 für gescheitert erklärt wurde, drehte der Dokumentarfilmer Klaus Stern den mehrfach ausgezeichneten Dokumentarfilm Henners Traum – Das größte Tourismus-Projekt Europas.

## Das Schloss

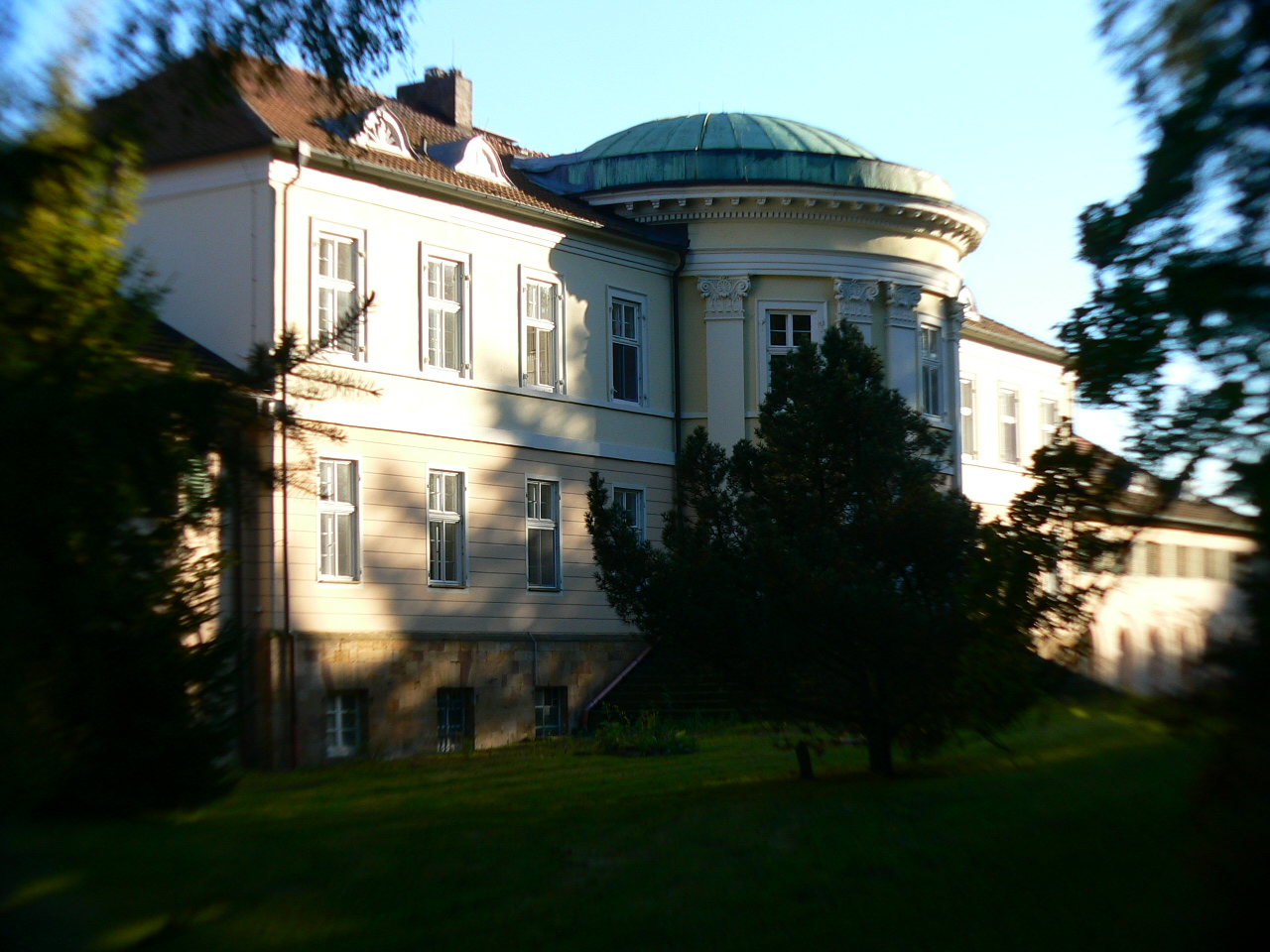
Schloss Beberbeck: Rückfront mit Rotunde

Bromeis erbaute das Schloss im Stil des Klassizismus als zweigeschossigen, verputzten Bau über einem Sockelgeschoss aus Natursteinquadern. Die elfachsige Frontseite zum kleinen Park hin dominiert ein dreiachsiger Mittelrisalit mit aufgesetztem Dreiecksgiebel mit goldener Inschrift und dem kurfürstlichen Wappen. Die Inschrift lautet WILHELM II KURF. & LANDGR. Z.H. GROSH. Z.F. ERB. MDCCCXXIX (Wilhelm II. Kurfürst und Landgraf zu Hessen, Großherzog zu Frankfurt erbaut 1829).
Der zentrale Walmdachbau wird von zwei niedrigeren, siebenachsigen Seitenflügeln mit Rundbogenfenstern im Erdgeschoss flankiert. Der Haupteingang aus drei Rundbogentüren befindet sich im Hochparterre des Mittelrisalits. Der Zugang erfolgt über eine doppelt geschwungene Freitreppe mit schmiedeeisernen Geländern.
Die rückwärtige Straßenseite beherrscht ein runder, zweigeschossiger Gebäudeteil, in dessen Obergeschoss sich ein Kuppelsaal mit beeindruckender Akustik befindet. Eine Besonderheit stellt die gemalte Kassettendecke in diesem Saal dar. Hellblaue Achtecke und silberne Rosetten heben sich regelmäßig vor einem rosafarbenen Hintergrund ab und erzeugen die Illusion einer besonderen Raumhöhe. Der mit einer Orgel ausgestattete Kuppelsaal wird als Begegnungsraum sowie für Gottesdienste und Konzerte genutzt.

## Schlosspark

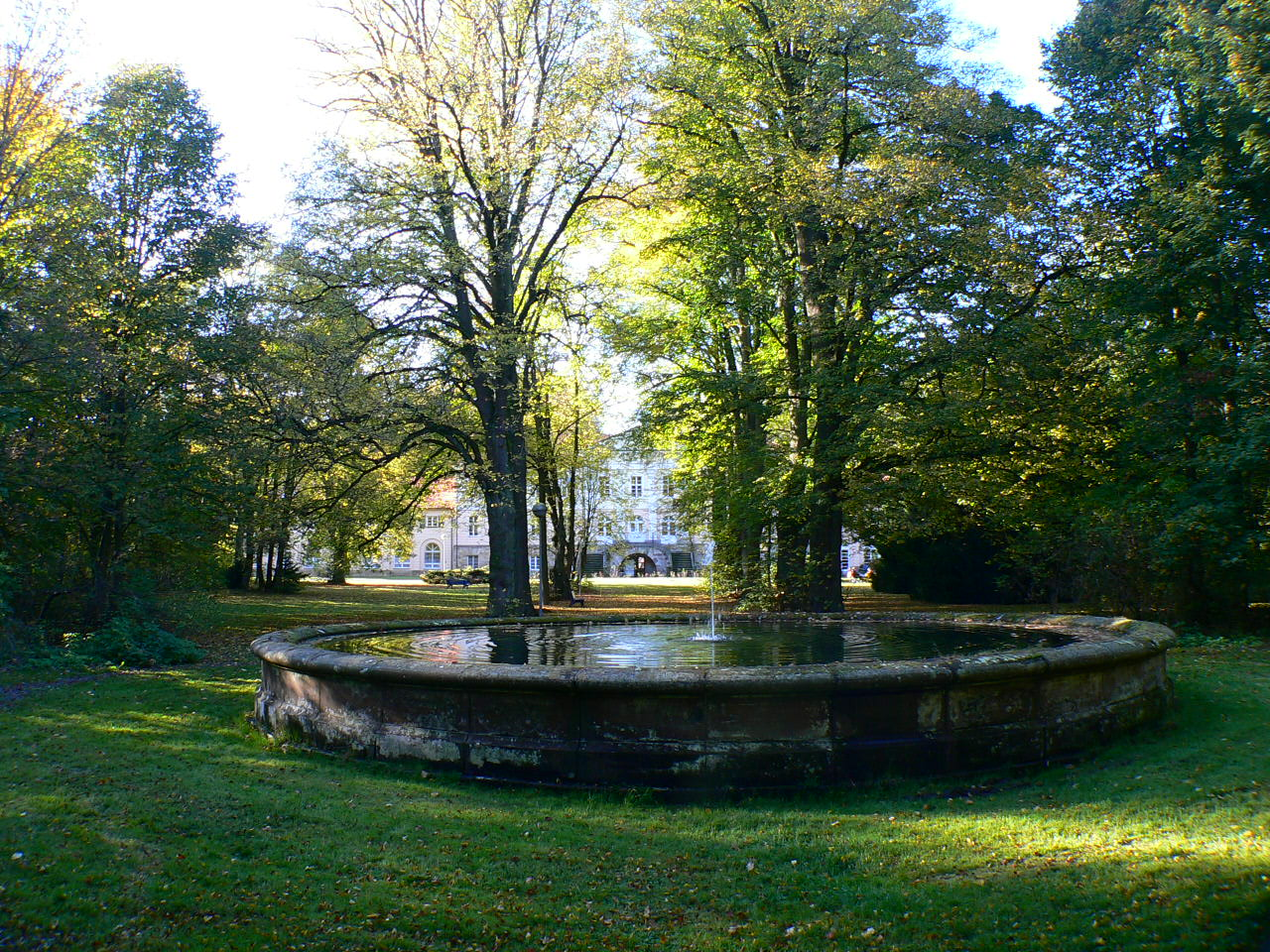
Schloss Beberbeck: Schlosspark mit Brunnen

Vor dem Schloss befindet sich ein kleiner Park mit lockerem Baumbestand aus der Entstehungszeit 1828. In der Sichtachse zwischen Freitreppe und oberem Domänegebäude befindet sich ein steinernes Rundbecken mit Wasserfontaine. Rechts und links davon steht je eine Steinbank, deren Rückenlehnen mit der Inschrift WK 1828 und einer nach oben herausragenden Krone verziert sind.